# 亚谢诺夫卡农村居民点
亚谢诺夫卡农村居民点（俄语：Ясеновское сельское поселение）是俄罗斯联邦沃罗涅日州卡拉切耶夫斯基区所属的一个农村居民点。其下辖有3个居民点，行政中心为亚谢诺夫卡。据2016年统计，该农村居民点的人口为873人。